# Галичская улица (Кострома)
Га́личская у́лица (ранее — Рождественская улица) — радиальная улица в Костроме, проходящая от улицы Маршала Новикова до Индустриальной улицы, возле посёлка Фанерник переходит в Галичское шоссе.
Галичская улица идёт от центральной части города к северо-востоку, протяжённость — 5 км 500 м. Проходя с запада на восток пересекает улицы Маршала Новикова, Калиновскую, Нескучный переулок, улицы Беговую, Боевую, Юрия Смирнова, Зелёную, Базовую, Геофизиков (пос. Фанерник), Индустриальную.

## История
Запланирована по регулярному плану города 1781—1784 годов как Рождественская улица, названа по направлению в сторону церкви Рождества Богородицы на Монастырском кладбище. До второй половины XIX века составной частью Рождественской улицы был нынешний Сенной переулок.
Современное название получила в 1925 году, в честь города Галича.

## Застройка
В первом квартале частично сохранилась историческая застройка конца XVIII века. Участок от пересечения с Беговой улицей застраивался после 1927 года. Дом № 16 до революции принадлежал А. Н. Щепетильниковой и в 1890—1907 годах был основной конспиративной квартирой костромских социал-демократов. Дом № 2/61 — памятник жилой архитектуры конца XVIII века.

## Транспорт
По улице некоторое время ходил в обратном направлении (Сусанинская площадь — Стометровка) автобус маршрута А, а также кольцевой маршрут К, который тоже принадлежит Стометровке. Также по этой улице ходит автобус № 102, следующий от Сусанинской площади до поселка Никольское.